# Левша (балет)
«Левша» — балет Б. А. Александрова в 3 актах (9 картинах) по одноимённой повести Н. С. Лескова. Балет был впервые поставлен 29 декабря 1954 года на сцене Свердловского театра оперы и балета. Автор сценария П. Ф. Аболимов, балетмейстер Я. В. Романовский, художник Б. Г. Кноблок, дирижёр Э. И. Красовицкий. Партию Левши в первой постановке исполнил Ч. К. Жебраускас, Дуняши — К. Г. Черменская.
20 мая 1976 года на сцене Театра имени Кирова (ныне Мариинский театр) была осуществлена вторая постановка балета на либретто П. Ф. Аболимова и К. М. Сергеева. Балетмейстером новой постановки стал К. М. Сергеев, художником — Б. A. Meccepep, дирижёром — В. А. Федотов. Партию Левши исполнил Н. И. Ковмир, Дуняши — С. В. Ефремова.
Балет «Левша» стал дебютным для композитора Б. А. Александрова. Музыку к нему он написал по просьбе будущего либреттиста П. Ф. Аболимова. После первой постановки 1954 года балет не пользовался особой популярностью и вскоре пропал со сцены театра. В начале 1970-х годов о нём вспомнил балетмейстер К. М. Сергеев, решивший после трагического «Гамлета» поставить что-то весёлое в русском стиле. Однако ему пришлось серьёзно переработать драматургию «Левши», сделать его более динамичным, в соответствии с веяниями времени.

## Критика
Музыковед Б. М. Ярустовский положительно оценивал музыку Б. А. Александрова, её «истинно русский колорит» и «хорошую дансантность». Отсутствие большого успеха первой постановки он связывал с тем, что историю Левши сложно рассказать средствами танца. Ярустовский также отмечал изобретательность постановщиков, поместивших на сцену гигантский микроскоп, в поле зрения которого происходил танец.